# Сергий (Акимов)
Архимандри́т Се́ргей (в миру Виталий Викторович Акимов, бел. Віталій Віктаравіч Акімаў; род. 15 августа 1973, Бобруйск, Могилёвская область) — белорусский православный священник, библеист, богослов. доктор богословия (2014), доцент (2004). Ректор Минской духовной академии с 2014 по 2018 годы.

## Биография
В 1995 году окончил Минскую духовную семинарию (специальность «Богословие»), а в 1999 году окончил Санкт-Петербургскую духовную академию, где защитил диссертацию на соискание ученой степёни кандидата богословия на тему: «Христианское богословие и греко-римская образованность и культура в наследии святителя Григория Назианзина».
В 1999 году становится преподавателем Минских духовных академии и семинарии. С 1999 по 2004 годы работал на кафедре богословских дисциплин факультета теологии Европейского гуманитарного университета. Читал курсы по истории Древней Церкви, истории византийской Литургии, историографии истории Древней Церкви и литургике. В 2000—2004 годах, являясь руководителем образовательных программ факультета теологии, занимался организацией подготовки магистров по специальности «Теология». С 2004 года — доцент кафедры библеистики и христианского вероучения Института теологии Белорусского государственного университета.
С 2011 года — доцент Минской духовной академии. Регулярно проходил повышение квалификации. В этом же году начал издавать альманах «Скрижали» — единственное на тот момент периодическое научное издание по библеистике в Русской Православной Церкви.
5 декабря 2012 года назначен проректором Минской духовной академии по учебной работе.
8 ноября 2013 года в Общецерковной аспирантуре и докторантуре имени святых Кирилла и Мефодия в городе Москве успешно защитил диссертацию на соискание ученой степени доктора богословия на тему: «Библейская книга Екклесиаста в контексте литературы мудрости Древнего Египта». 8 декабря 2014 года митрополит Волоколамский Иларион вручил ему диплом доктора богословия
24 октября 2014 года в Никольском храме Жировицкого монастыря ректором Минских духовных академии и семинарии архиепископом Гурием (Апалько) пострижен в мантию с именем в честь преподобного Сергия Радонежского. 2 ноября того же года в Воскресенском соборе города Борисова митрополитом Минским и Заславским Павлом (Пономарёвым) рукоположен во иеродиакона, 9 ноября того же года в Свято-Духовом кафедральном соборе города Минска рукоположен во иеромонаха тем же архиереем.
19 ноября 2014 года решением Синода Белорусской православной церкви назначен ректором Минской духовной академии. Решения были утверждены на заседании Священного Синода Русской Православной Церкви 25 декабря 2014 года. 5 января 2015 года за литургией в Свято-Духовом кафедральном соборе Минска митрополитом Минским Павлом (Пономарёвым) возведён в сан архимандрита.
С 2017 по 2019 год — заведующий кафедрой библеистики и профессор Общецерковной аспирантуры и докторантуры им. св. Кирилла и Мефодия (г. Москва).
20 декабря 2018 года награждён грамотой Патриаршего Экзарха всея Беларуси «за деятельность по возрождению памяти митрополита Литовского и Виленского Иосифа (Семашко)»
24 сентября 2021 года назначен полномочным представителем Московского Патриархата по взаимодействию с находящимися в Западной Европе высшими учебными заведениями, одновременно определён в клир приходов Московского Патриархата в Италии и назначен на должность настоятеля храма святителя Николая Чудотворца в городе Мерано.
24 августа 2023 года решением Священного Синода РПЦ выведен из состава Синодальной библейско-богословской комиссии

## Публикации
монографии
- Библейская Книга Екклезиаста и литературные памятники Древнего Египта. — Минск: Ковчег, 2012. — 454 с. — (Библейский альманах «Скрижали»: Приложение «Монографии по библеистике», № 1).
  - Библейская Книга Екклезиаста и литературные памятники Древнего Египта. — 2-е изд., испр. и доп. — М.: Издательский дом «Познание»; Общецерковная аспирантура и докторантура; Православная энциклопедия, 2018. — 560 с.
- Вселенские соборы. — Жировичи, 2010. — 156 с.
  - Вселенские соборы. — Минск : Ковчег, 2013. — 178 с.
  - Вселенские соборы. — Изд. 2-е, испр. Минск : Издательство Минской духовной академии, 2021. — 267 с. — (Учебные пособия Минской духовной академии, № 3).
- Литургика. — Минск: Ковчег, 2011. − 184 с.
- История Христианской Церкви в доникейский период. — Минск : Ковчег, 2012. — 266 с.
  - История Христианской Церкви в доникейский период. — Изд. 2-е, испр. — Минск : Издательство Минской духовной академии, 2021. — 266 с. — (Учебные пособия Минской духовной академии, № 3).
- Библейская Книга Екклезиаста и литература мудрости Древней Месопотамии. — Минск: Ковчег, 2013. — (Библейский альманах «Скрижали»: Приложение «Монографии по библеистике», № 2).
  - Библейская Книга Екклезиаста и литература мудрости Древней Месопотамии. — 2-е изд., испр. и доп. — М.: Издательский дом «Познание»; Общецерковная аспирантура и докторантура; Православная энциклопедия, 2018. — 312 с.

статьи
- «Стихи, сочиненные ночью во время бессонницы» в контексте жизни и творчества А. С. Пушкина // Христианская культура: Пушкинская эпоха. Альманах. Вып. 16. — СПб., 1997. — С. 42-47.
- «Стихи, сочиненные ночью во время бессонницы» А. С. Пушкина как этап религиозного развития поэта // Встреча. — М., 1997. — № 1 (4).
- Личность императора Юлиана Отступника в оценке свт. Григория Назианзина // Праблемы гiсторыi старажытнага свету i сярэдних вякоу. Матэрыялы навуковай рэспублiканскай канферэнцыi. — Мн., 2000. — С. 60-64.
- К вопросу об обожении в учении свт. Григория Назианзина // Материалы 6 Международных Кирилло-Мефодиевских Чтений, посвященных дням славянской письменности и культуры, 25-26 мая2000 г. — Мн., 2001. — Ч. 1, кн. 1. — С. 86-9
- Человек и творение: богословский аспект отношения к миру // Материалы международной научной конференции «Христианские ценности в современной культуре (к 2000-летию Христианства)». — Мн., 2001. — Ч. 1. — С. 55-57.
- Первородный грех по учению блаженного Августина // Ученые записки. Сборник научных статей факультета теологии. Выпуск 1. — Мн., 2002. — С. 36-53.
- Литургический аспект раннего христианского мученичества // Материалы 7 Международных Кирилло-Мефодиевских Чтений, посвященных дням славянской письменности и культуры, 24-25 мая 2001 г. — Мн., 2002. — Ч. 1, кн. 1. — С. 192—200.
- Античная риторика в Первом послании к Коринфянам св. апостола Павла // Материалы 8 Международных Кирилло-Мефодиевских Чтений, посвященных дням славянской письменности и культуры, 22-24 мая 2002 г. — Мн., 2003. — Ч. 1, кн. 1. — С. 118—127.
- Литургический аспект раннего христианского мученичества // Минские епархиальные ведомости. 2003. — № 1 (64). — С. 36-38.
- Причины гонения на Русскую Православную Церковь в 20 веке // Ученые записки. Сборник научных статей факультета теологии. Выпуск 2. — Мн., 2004. — С. 180—195.
- Вавилонская поэма «Энума элиш» и рассказ Библии о творении мира Богом // Материалы 9 Международных Кирилло-Мефодиевских Чтений, посвященных дням славянской письменности и культуры, 23-26 мая 2003 г. — Мн., 2004. Ч. 1, кн. 1. — С. 66-72.
- Слово святителя Григория Назианзина в похвалу философа Ирона как образец христианского панегирика // Свято-Михайловские чтения «Православие и современность». 14-21 ноября 2002 г. Доклады и тезисы. Часть 2. — Мн., 2004. — С. 112—120.
- Библейское повествование о потопе (Быт. 6-9) и древняя ближневосточная литература // Материалы 10 Международных Кирилло-Мефодиевских чтений, посвященных Дням славянской письменности и культуры, 24-26 мая2004 г. Часть 1. — Мн., 2005. — С. 138—150.
- Трансформация раннехристианских эсхатологических воззрений в церковно-исторических сочинениях Евсевия Кесарийского // Труды Минской Духовной Академии. № 3. Жировичи, 2005. — С. 66-70.
- Христианское монашество и мученичество в интерпретации церковных историков 4-5 в. // Минские епархиальные ведомости. 2005. — № 1 (72). — С. 53-56.
- Молитва из «Мученичества святого Поликарпа Смирнского» как историко-литургический памятник // Материалы 6 Международной научной конференции в честь академиков АН БССР Н. М. Никольского и В. Н. Перцева 7-9 апреля2005 г., Минск. — Мн., 2005. — С. 105—109.
- Молитва из «Мученичества святого Поликарпа Смирнского» как историко-литургический памятник // Минские епархиальные ведомости. 2005. — № 4 (75). — С. 48-50.
- Литургические источники молитвы из Мученичества святого Поликарпа Смирнского // Крыніцазнаўства і спецыяльныя гістарычныя дысцыпліны. Вып. 2 / Рэдкал.: С. М. Ходзін (адказ. рэд.) і інш. — Мн.: БДУ, 2005. — С. 131—135.
- Правовые памятники Древней Месопотамии и Библия // Труды Минской Духовной Академии. № 4. Жировичи, 2006. — С. 104-1
- Проблема происхождения 103 псалма // Труды Минской Духовной Академии. № 5. Жировичи, 2007. — С. 114—123.
- Богословское понимание цели ветхозаветного законодательства // Веснiк Гродзенскага Дзяржаунага Унiверсiтэта iмя Я.Купалы. Серыя 4. Правазнауства. 2008. — № 2 (70).
- Эпоха правления иудейского царя Езекии: история и богословие истории // Труды Минской Духовной Академии. № 6. Жировичи, 2008. — С. 103—112.
- Хилиастические представления в христианской Церкви 1-3 в. // Просвещение, свидетельство, проповедь. Миссия Церкви: история и современность. Материалы Международной научно-практической конференции, посвященной 1020-летию Крещения Руси. 15-16 декабря 2008 г., Минск. — Мн., 2009. — С. 20-24.
- Библейские пророки и прорицатели Древнего Ближнего Востока: сравнительный анализ // Материалы 14 Международных Кирилло-Мефодиевских чтений, посвященных Дням славянской письменности и культуры, 22-24 мая2008 г. — Мн., 2009. — С. 387—408.
- Литература Мудрости: Древний Израиль и народы Ближнего Востока // Труды Минской Духовной Академии. № 7. Жировичи, 2009. — С. 133—159.
- Учение о Логосе в античной философии и христианском Откровении // Материалы 15 Международных Кирилло-Мефодиевских Чтений, посвященных дням славянской письменности и культуры (Минск, 21-24 мая 2009 г.). — Мн., 2010. — С. 156—167.
- Древнеегипетский «Разговор разочарованного со своим Ба» и библейская Книга Екклезиаста // Труды Минской Духовной Академии. № 8. Жировичи, 2010. — С. 105—126.
- Книга Екклезиаста и древнеегипетские поучения царей // Скрижали. Серия «Ветхозаветные исследования». Выпуск 1. — Мн.: Ковчег, 2011. — С. 65-111.
- «Пустота и веяние ветра»: термины הֶבֶל и רְעוּת רוּחַ в современных русских переводах Книги Екклезиаста // Научно-богословский портал «Богослов.ru», 28 сентября 2011
- Человек и природа в библейской Книге Екклезиаста // В ответственности за творение. Культура и образование перед лицом экологических вызовов: доклады научно-практической конференции, Минск, 26-27 мая 2011 г. / под общей редакцией В. В. Кулика. Минск: БГАТУ, 2011. — С. 24-27.
- Древнеегипетские «Обличения поселянина» и библейская Книга Екклезиаста // Скрижали. Серия «Ветхозаветные исследования». Выпуск 2. — Мн.: Ковчег, 2011. — С. 48-90.
- Древнеегипетские «Размышления Хахаперрасенеба» и библейская Книга Екклезиаста / В. В. Акимов. Труды Минской духовной академии. № 9. Жировичи, 2011. — С. 82-96.
- Божественная воля в изменчивой жизни человека: «Поучение Птаххотепа» и Книга Екклезиаста // Религия и текст: от практики к теории: Материалы Международной научно-практической конференции, Минск, 17-18 марта 2011 г. Минск: Издательский центр БГУ, 2012. — С. 56-62.
- Древнеегипетские «Речения Ипувера» и библейская Книга Екклезиаста // Скрижали. Серия «Ветхозаветные исследования». Выпуск 3. — Мн.: Ковчег, 2012. — С. 59-77.
- «Что есть благо?»: поиск блага в месопотамском «Разговоре господина с рабом» и библейской Книге Екклезиаста // Скрижали. Серия «Ветхозаветные исследования». Выпуск 3. — Мн.: Ковчег, 2012. — С. 78-86.
- Крестные страдания и смерть Иисуса Христа в иконографии Востока и Запада // Скрижали. Серия «Новозаветные исследования». Выпуск 4. — Мн.: Ковчег, 2012. — С. 106—121. (На английском языке: Akimov V. V. Jesus Christ’s sufferings and death in the iconography of the East and the West // Скрижали. Серия «Новозаветные исследования». Выпуск 4. — Мн.: Ковчег, 2012. — С. 122—138).
- Книга Екклезиаста и древние шумерские поговорки: социальная проблематика // Книга в формировании духовной культуры и государственности белорусского народа : доклады научно-практической конференции. Минск : Ковчег, 2012. — С. 59-69.
- Месопотамский «Разговор господина с рабом» и библейская Книга Екклезиаста // Труды Минской духовной академии. № 10. Жировичи, 2012. — С. 105—127.
- Аккадский «Эпос о Гильгамеше» и библейская Книга Екклезиаста // Скрижали. Серия «Ветхозаветные исследования». Выпуск 5. Минск: Ковчег, 2013. — С. 39-78.
- Библейское понимание веротерпимости // Сайт библейского альманаха «Скрижали». Дата доступа: 31.03.2013.
- Шумерское произведение «Ничто не имеет значение» и библейская Книга Екклезиаста // Скрижали. Серия «Ветхозаветные исследования». Выпуск 6. — Минск: Ковчег, 2013. — С. 10-19.
- Богословское образование в Белорусской Православной Церкви в 1988—2013 гг. // Крещение Руси в судьбах Беларуси, России и Украины: выбор цивилизационного пути. — Минск: 2013. — С. 261—264.
- Ветхий Завет в контексте литератур древнего Ближнего Востока // Скрижали. Серия «Ветхозаветные исследования». Выпуск 7. — Минск: Ковчег, 2014. — С. 81-93.
- Шумерское «Поучение Шуруппака» и библейская Книга Екклезиаста // Труды Минской духовной академии. № 11. — Жировичи: Издательство Минской духовной семинарии, 2014. — С. 68-85.
- «Вавилонская теодицея» и библейская Книга Екклезиаста // Скрижали. Выпуск 8. — Минск: Ковчег, 2014. — С. 36-42.
- Проблема перевода Еккл. 2:8 // Скрижали. Серия «Ветхозаветные исследования». Выпуск 9. — Минск : Ковчег, 2015. — С. 65-71.
- Библейское понимание веротерпимости // Научный альманах «Кафоликия». Значение Миланского эдикта в истории европейской цивилизации и актуальные вопросы отношений Церкви и государства в современных условиях. Сборник материалов по итогам Международной научной конференции, посвященной 1700-летию Миланского эдикта. — Минск : Ковчег, 2015. — С. 97-107.
- Проблемные места масоретского текста Книги Екклезиаста в новом русском переводе под редакцией М. П. Кулакова и М. М. Кулакова // Скрижали. Серия «Ветхозаветные исследования». Выпуск 10. — Минск : Ковчег, 2015. — С. 6-15.
- Книга Екклизиаста и древние шумерские пословицы и поговорки // Труды Минской духовной академии. — 2015. — № 12. — С. 13-38.
- Проблемы перевода и толкования Еккл. 1:4-7 // Скрижали. Серия «Ветхозаветные исследования». Выпуск 11. — Минск : Издательство Минской духовной академии, 2016. — С. 67-75.
- Проблемы толкования и перевода Еккл. 11:1-6 // Скрижали. Серия «Новозаветные исследования». Выпуск 12. — Минск : Издательство Минской духовной академии, 2016. — С. 100—114.
- Ветхий Завет в контексте литературы Древнего Ближнего Востока // Современная библеистика и предание Церкви: Материалы VII Международной богословской конференции Русской Православной Церкви. Москва : Общецерковная аспирантура и докторантура им. свв. Кирилла и Мефодия, 2016. — С. 91-102.
- Ветхий Завет и письменные памятники древних народов // Труды Минской духовной академии. — Минск: Издательство Минской духовной академии, 2016. — № 13. — С. 97-137.
- В поисках утраченного Эдема: толкование Еккл. 2:4-12 // Скрижали. Серия «Ветхозаветные исследования». Выпуск 13. — Минск : Издательство Минской духовной академии, 2017. — С. 115—125.
- Проблемы толкования 1-6 стихов 11 главы Книги Екклезиаста // Христианские ценности в культурной традиции Востока и Запада — история и современность. Сборник докладов XXII международных Кирилло-Мефодиевских чтений (26-27 мая 2016 года). Минск : УП «Минар», 2017. — С. 50-54.
- Минская духовная академия // Православная энциклопедия. М., 2017. Т. 45. — С. 288—289. (соавтор: А. В. Слесарев)
- Проблемные места Масоретского текста Книги Екклезиаста в новом русском переводе под редакцией М. П. Кулакова и М. М. Кулакова // Актуальные вопросы современного богословия и церковной науки. Материалы VIII международной научно-богословской конференции, посвященной 70-летию возрождения Санкт-Петербургской Духовной Академии: в 2-х частях. СПб., 2017. Часть 1. Библеистика. Богословие. Церковное искусство и архитектура. — С. 59-70.
- Интеллектуальный и творческий вклад Галины Синило в современную библеистику // Скрижали. Серия «Ветхозаветные исследования» Выпуск. 14. — Минск : Издательство Минской духовной академии, 2017. — С. 7-14.
- «И возвеличился я, и разбогател…» Царская биография в Книге Екклезиаста и древнеегипетские биографии вельмож" // Скрижали. Серия «Ветхозаветные исследования». Выпуск 14. — Минск : Издательство Минской духовной академии, 2017. — С. 59-75.
- Минская духовная академия: исторический путь становления и развития // Церковная наука в начале третьего тысячелетия: актуальные проблемы и перспективы развития. Материалы Международной научной конференции, Минск, 2 ноября 2016 года: Минская духовная академия. Минск : Издательство Минской духовной академии, 2017. — С. 4-8.
- В поисках утраченного Эдема. Толкование Еккл. 2:4-12 // Церковная наука в начале третьего тысячелетия: актуальные проблемы и перспективы развития. Материалы Международной научной конференции, Минск, 2 ноября 2016 года: Минская духовная академия. — Минск : Издательство Минской духовной академии, 2017. — С. 28-33.
- Гимн мигу в Книге Екклезиаста (Еккл. 3:1-9) как элемент внутреннего авторского диалога // Труды Минской духовной академии. 2017. — № 14.
- Гимн мимолетной упорядоченности: особенности структуры и содержание Еккл. 3:1-9 // Скрижали. Серия «Новозаветные исследования». Выпуск 15. Минск : Издательство Минской духовной академии, 2018. — С. 128—139.
- Библеистика: наука богословская или историко-филологическая // Актуальные вопросы современного богословия и церковной науки : Материалы IX международной научно-богословской конференции, посвященной 100-летию начала мученического и исповеднического подвига Русской Православной Церкви, 28-29 сентября 2017 года / Санкт-Петербургская духовная академия. — СПб. : Изд-во СПБПДА, 2018. — С. 194—200.
- Библеистика в Русской Православной Церкви: проблемы и перспективы развития // Теология и образование 2018. Ежегодник научно-образовательной теологической ассоциации. — М. : Издательский дом «Познание», 2018. 628 с. — С. 71-92.
- Нечестие на месте правды: комментарий на Еккл. 3:16 // Скрижали. Серия «Ветхозаветные исследования». Выпуск 16. — Минск : Издательство Минской духовной академии, 2018. — С. 83-100.
- Праведного и нечестивого будет судить Бог: проблемы толкования и перевода Еккл. 3:17 // Труды Минской духовной академии. № 15. — Минск : Издательство Минской духовной академии, 2018.
- «Нет ничего нового под солнцем»: проблемы толкования Еккл. 1:9-11 // Скрижали. Серия «Ветхозаветные исследования». Выпуск 17. — Минск : Издательство Минской духовной академии, 2019. — С. 34-67.
- Проблемы перевода и толкования Еккл. 3:2 // Материалы XXIV Международных Кирилло-Мефодиевских Чтений «Христианство как интегрирующий фактор мировой культуры», г. Минск, 29-30 мая 2018 года. — Минск, 2019. — С. 205—216.
- «Бог отыщет прошедшее»: проблемы перевода и толкования Еккл. 3:15 // Актуальные вопросы церковной науки. № 2, 2019. — СПб.: Изд-во СПБПДА, 2018. — С. 169—174.
- Нет ничего нового под солнцем: старое и новое в библейской Книге Екклезиаста // XXIX Ежегодная богословская конференция Православного Свято-Тихоновского гуманитарного университета: Материалы. — М.: Изд-во ПСТГУ, 2019. — С. 23-28.
- Проблемы перевода Еккл. 1:10-11 // Скрижали. Серия «Ветхозаветные исследования». Выпуск 18. — Минск : Издательство Минской духовной академии, 2019. — С. 24-39.
- Яффа как древний центр христианского паломничества // Труды Минской духовной академии. 2019. — № 16. — С. 11-32.
- Проблемы перевода Еккл. 1:9 // Скрижали. Серия «Новозаветные исследования». Выпуск 19. — Минск : Издательство Минской духовной академии, 2020. — С. 150—161.
- От редактора // Мелло А. Иди и помни. Второзаконие: пророческое прочтение. — Минск : Издательство Минской духовной академии, 2019. (Монографии по библеистике, № 3). — С. 4.
- От редактора // Тарасенко А. А. Послание Иакова. Галахическая энциклика иерусалимского «епископа» и еврейский мир начала новой эры. — Минск : Издательство Минской духовной академии, 2020. — 396 с. — (Монографии по библеистике, № 4). — С. 8-11.
- Надписание Книги Екклезиаста (Еккл. 1:1) и древнеегипетские дидактические памятники // Скрижали. Серия «Ветхозаветные исследования». Выпуск 20. Минск : Издательство Минской духовной академии, 2020. C. 131—155.
- Проблемы толкования и перевода Еккл. 1:1 // Труды Минской духовной академии. 2020. — № 17. — С. 11-55.
- Царство Давида: библейские предания и данные археологии // Цайтшрифт. Журнал по изучению еврейской истории, демографии и экономики, литературы, языка и этнографии. Том 7 (12). — Вильнюс : Европейский гуманитарный университет ; Центр еврейских исследований, 2020. — С. 200—216.
- Палестинский поход египетского фараона Сусакима в Библии и внебиблейских источниках // Библия и христианская древность. Сергиев Посад : Издательство Московской духовной академии, 2020. — № 4 (28). — С. 138—174.
- Минская духовная академия // Жировичи: под святым покровом : энциклопедия. Минск: Беларуская Энцыклапедыя імя Петруся Броўкі, 2020. — С. 129—131. (соавтор: А. В. Слесарев)